# Gabriella Vico
Gabriella Vico (Castellammare di Stabia, 4 dicembre 1987) è un'ex pallavolista italiana, di ruolo schiacciatrice.

## Carriera

### Club
La carriera di Gabriella Vico inizia nelle giovanili del Centro Ester di Napoli nel 1998; nel 2001 passa alla formazione che disputa il campionato di Serie C e nella stagione successiva a quello di Serie B2. Nella stessa categoria gioca anche nella stagione 2003-04 con la seconda squadra del Vicenza.
L'esordio tra i professionisti avviene nell'annata 2004-05 quando viene ingaggiata dall'Arzano, in Serie A2; veste le maglie dello Star Falconara nella stagione 2005-06, del Trevi in quella 2006-07 e della Pool Carnago in quella 2007-08, tutte in Serie B1, fino alla stagione 2008-09 quando torna in serie cadetta con l'Aprilia.
Per il campionato 2009-10 è con la PM Potenza, in Serie B1, dove resta per due stagioni, per poi disputare l'annata 2011-12 in Serie A2 con la Antares di Sala Consilina.
Dopo una stagione passata nuovamente nel club di Potenza, in quella 2013-14 viene ingaggiata dalla IHF di Frosinone con cui esordisce in Serie A1.
Nella stagione 2014-15 si trasferisce nella Ligue A francese, dove veste la maglia del Hainaut di Valenciennes. Ritorna in Italia già nell'annata successiva, giocando per il Cutrofiano, in Serie B1, anche se poi nel mese di dicembre viene ceduta al Santa Teresa, militante nella stessa divisione.
Per l'annata 2016-17 è nuovamente in Francia, questa volta al Mougins, nel campionato di Élite: al termine della stagione annuncia il proprio ritiro dall'attività agonistica, iniziando l'attività di personal trainer.